# 보네르섬
보네르섬(네덜란드어: Bonaire, 파피아멘토어: Boneiru)은 카리브해와 베네수엘라 북부 해안에 면한 네덜란드의 섬이다. 보네르섬의 경제는 주로 관광에 기반을 둔다. 섬의 면적은 288 km2이며 거주 인구는 14,006 명이다.

## 종교
보네르의 종교
- 로마 가톨릭 (68 %)
- 개신교 (16 %)
- 기타 종교 (4 %)
- 무종교(12 %)

## 역사
보네르섬의 최초 주민은 서기 1000년경에 현재 베네수엘라로부터 항해해왔던, 아라와크족의 분파, 카쿠에티오스 인디언 (caquetios indians) 이었다. 카쿠에티오 문화의 발자취는 수많은 고고학 유적에서 발견된다. 바위 그림과 암석 조각이 스펠론크, 오니마, 세루 풍기, 세루 크리타-카바이의 동굴에서 발견되었다.

## 언어
공식 언어는 네덜란드어, 파피아멘토어, 영어이다. 2007년 영어는 네덜란드령 안틸레스의 공식 언어가 되었다.

## 관광

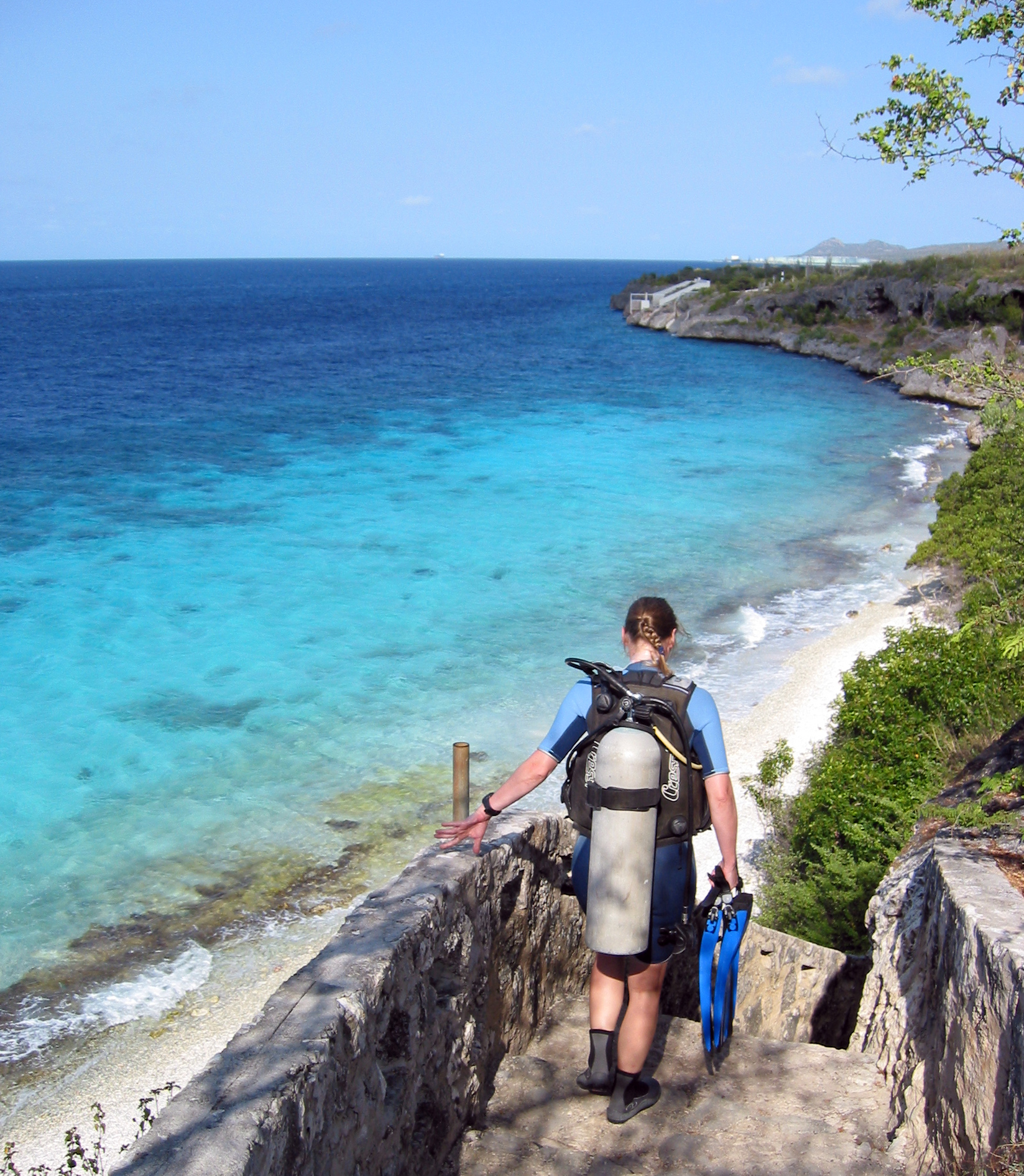
보네르섬은 스쿠바다이빙과 스노클링을 위한 인기있는 관광객 행선지이다.

보네르섬은 스쿠버 다이빙으로 유명하다. 섬에는 해마가 흔한 산호초가 있으며, 홍학과 원숭이 서식처로 유명하다. 홍학은 그들이 먹이로 하는 새우가 있는 약간 소금기가 있는 물에 펼쳐져 있다. 1500년대를 시작으로 네덜란드는 섬에 양, 염소, 돼지, 말, 당나귀를 사육했으며, 오늘날 염소와 당나귀의 후손들이 섬을 배회한다. 섬의 동쪽 지역 라크 베이 (Lac Bay)는 윈드서핑의 천국이다.

## 참고
1. ↑  Bonaire Reporter, 2007년 2월 9일.